# 271216 Boblambert
271216 Boblambert este o planetă minoră (asteroid) din centura de asteroizi. A fost descoperită pe 14 octombrie 2003 la  de . 
Obiectul prezintă o orbită caracterizată de o semiaxă mare de 2,9278828715726 UAi, o excentricitate de 0,14195516888559, o înclinație de 5,2093350161156 ° în raport cu ecliptica.